# Glenn (Géorgie)
 (avril 2025).
Pour les articles homonymes, voir Glenn.
Glenn est une census-designated place située dans le comté de Heard, dans l’État de Géorgie, aux États-Unis. Lors du recensement de 2020, elle comptait 101 habitants.